# Diflufenican
Diflufenican is een herbicide voornamelijk voor landbouwgebruik, dat rond 1985 op de markt kwam. Het wordt meestal in combinatie met een of meer andere herbiciden gebruikt, zoals bromoxynil, isoproturon, flufenacet of glyfosaat. In België zijn er tevens verscheidene herbicide-preparaten voor particulier gebruik in de handel met diflufenican als actief bestandsdeel.
Diflufenican werd ontwikkeld door May & Baker Ltd uit Engeland (later Aventis CropScience en tegenwoordig Bayer CropScience), dat octrooiaanvragen indiende 1981 in Europa en 1984 in de Verenigde Staten. De octrooibescherming is inmiddels verlopen en er zijn nu ook andere producenten van diflufenican op de markt.

## Werking en toepassing
Diflufenican kan voor of na het uitkomen van het onkruid gespoten worden. Het wordt voornamelijk opgenomen door de scheuten van jonge planten. De werking berust op de inhibitie van een specifiek enzym dat nodig is voor de biosynthese van carotenoïden. Door die remming verbleken de planten.
Diflufenican wordt gebruikt bij de teelt van graangewassen (tarwe, gerst, rogge, triticale, spelt). De stof is werkzaam tegen eenjarige tweezaadlobbige onkruiden; in het bijzonder ereprijs- en viooltjessoorten en sterbladigen zoals kleefkruid. In de graangewassen wordt diflufenican snel afgebroken en heeft het geen nadelige effecten.

## Regelgeving
In de Europese Unie is oxadiazon opgenomen in de lijst van gewasbeschermingsmiddelen die de lidstaten mogen erkennen.

## Toxicologie en veiligheid
Diflufenican heeft een lage acute toxiciteit. Ze is niet irriterend voor de huid, wel licht irriterend voor de ogen. Bij normaal gebruik worden er geen schadelijke effecten van verwacht. De aanvaardbare dagelijkse inname (ADI) is vastgesteld op 0,2 mg/kg lichaamsgewicht per dag.
Diflufenican is een stabiele stof die in het milieu zeer langzaam afbreekt. De halfwaardetijd in de bodem is 15 tot 30 weken naargelang het type en de vochtigheid. Het heeft een hoog potentieel voor bioaccumulatie en is vooral toxisch voor groene algen.